# Яак Йоала
Я́ак Йо́ала (ест. Jaak Joala; 26 червня 1950, Вільянді — 25 вересня 2014, Таллінн) — радянський та естонський співак, музикант, музичний педагог. Заслужений артист Естонської РСР (1980).

## Творчість
Особливо відомий у 1970—1980 роках. Виконував пісні естонською та російською мовами.
В 1970-х роках Йоала стає лауреатом міжнародних пісенних конкурсів. Найвідомішою піснею стала «Підберу музику» 1979 року. В 1988 році покинув естраду, а в 1990-х роках повністю припиняє концертну діяльність.

## Біографія
Народився 26 червня 1950 року в родині музикантів. З дитинства навчався грі на фортепіано і флейті.
Був змушений залишити навчання в Талліннському музичному училищі через свою відмову припинити виконання рок-музики. Строкову військову службу проходив у Таллінні в армійському ансамблі.
У другій половині 1960-x років Яак був бас-гітаристом і солістом різних естонських груп і ансамблів, до цього ж часу відносяться і перші його записи на радіо. У 1970 році виграв республіканський конкурс комсомольської пісні, рік по тому — конкурс молодих естрадних співаків.
Був солістом ансамблів «Lainer» і «Radar».
У 1970-ті роки неодноразово отримував премії різних конкурсів і фестивалів пісні. Вищим його досягненням стало завоювання спеціального призу журі на міжнародному конкурсі пісні в Сопоті в 1975 році. Співпрацював з найбільшими радянськими естрадними композиторами — Давидом Тухмановим, Олександром Зацепіним, Раймондом Паулсом, Віктором Рєзніковим та іншими.
Напередодні нового 1979 на радянському телебаченні пройшла прем'єра музичного телефільму «31 червня», в якому прозвучало кілька пісень у виконанні Яака Йоали. З цього часу до співака прийшла величезна популярність.
У 1970-х — 1980-х роках співак багато гастролював, брав участь у святкових концертах, знявся в декількох музичних фільмах (фільм-концерт «Olümpiaregati tähed / Зірки олімпійської регати» (ЦТ і ETV, 1980), «Jaak Joala. Estraaditähestik» (Eesti Televisioon, 1981), «Teisikud / Двійники» (Eesti Telefilm, 1982) і ін.) і телепередачах («Ранкова пошта», «Блакитний вогник»), неодноразово ставав лауреатом телевізійного фестивалю «Пісня року».
Йоала віртуозно володів різними музичними інструментами і іноді сам виконував інструментальні партії на записах власних пісень — збереглися записи його виконання на фортепіано, флейті, гітарі, ударних.
Муслім Магомаєв писав про співака: «Артистична зовнішність, помітна, саме естрадна манера співу, без нальоту вульгарності, часом видається за „естрадну специфіку“, без штампів, копіювання когось і чогось. А головне — голос яскравий, дзвінкий, наповнений, якою[що?] він вільно володіє; міцне співоче дихання, яким володіє далеко не кожен вокаліст — все це приваблює в ньому. Яак Йоала співає гарно, схвильовано, що називається, на нерві».
З 1988 року Яак покинув радянську сцену, а в середині 1990-х практично припинив концертні виступи.
Після відходу зі сцени був викладачем гри на гітарі в Талліннському музичному училищі.
У 2000 році був одним із засновників Естонського союзу виконавців — організації, що захищає авторські права естонських музикантів. Кілька років очолював його.
У 2002 році на телеканалі ТВС в авторському циклі Сергія Костіна «Хвіст комети» вийшла передача про Яака Йоалу.
Був продюсером молодих співаків, викладав вокал.
У 2005 році переніс перший інфаркт, у 2006 — інсульт і другий інфаркт. 17 травня 2011 року було госпіталізовано в кардіологічне відділення у зв'язку з третім інфарктом.
2011 року переніс інфаркт міокарда.
Помер 25 вересня 2014 році. Похований на Лісовому кладовищі Таллінна.

## Фільмографія
- «31 червня» (1978, закадровий вокал)
- «Ритм, ритм, ритм» (1979, короткометражний)
- «Зірки олімпійської регати» / Olümpiaregati tähed (1980, музичний фільм; камео)
- «Двійники» / Teisikud (1982, музичний фільм; Тоомас Арінг, співак / Маті Уїбо, автогонщик)
- «І знову яблуні цвітуть» (1993, фільм-вистава)